# Лаварсаз
Лаварсаз (также Лавар, Лаварка; каз. Лавар өзені) — река в бассейне Или, берёт начало при слиянии нескольких речек и ручьёв, стекающих с северного склона гор Бокайдынтау хребта Заилийский Алатау. Далее пересекает Енбекшиказахский район Алматинской области с севера на юг. Длина реки — около 50 км.
Питание преимущественно снеговое (в марте—июле), в меньшей степени дождевое (весной и осенью). К концу июля та часть горного хребта, высотой около 3000 метров, с которой стекает Лаварка, полностью освобождается от снега, однако река не пересыхает из-за обильно бьющих ключей, особенно в среднем течении близ села Лавар, где на реке создана небольшая плотина. Ниже посёлка сливается с остатками р. Корам. Воды обеих рек активно используются для орошения и водопоя скота.
Течение реки довольно быстрое, зимой она замерзает крайне редко. В реке водится форель, маринка, усач. Окружающий реку рельеф характеризуется как предгорная степь, хотя в пойме среднего течения реки местами произрастают густые тугайные леса из джигиды, камыша, ежевики. В зарослях по берегам много фазанов, встречаются косули.
Ниже Лавара русло реки канализировано, обито бетонными плитами. В этом месте река течёт глубоко на дне бетонного канала в окружении безлюдной полупустыни. До 1970 года впадала в реку Или, теперь впадает в Капчагайское водохранилище.
Реку пересекает международная автомагистраль А2.

## Фотографии

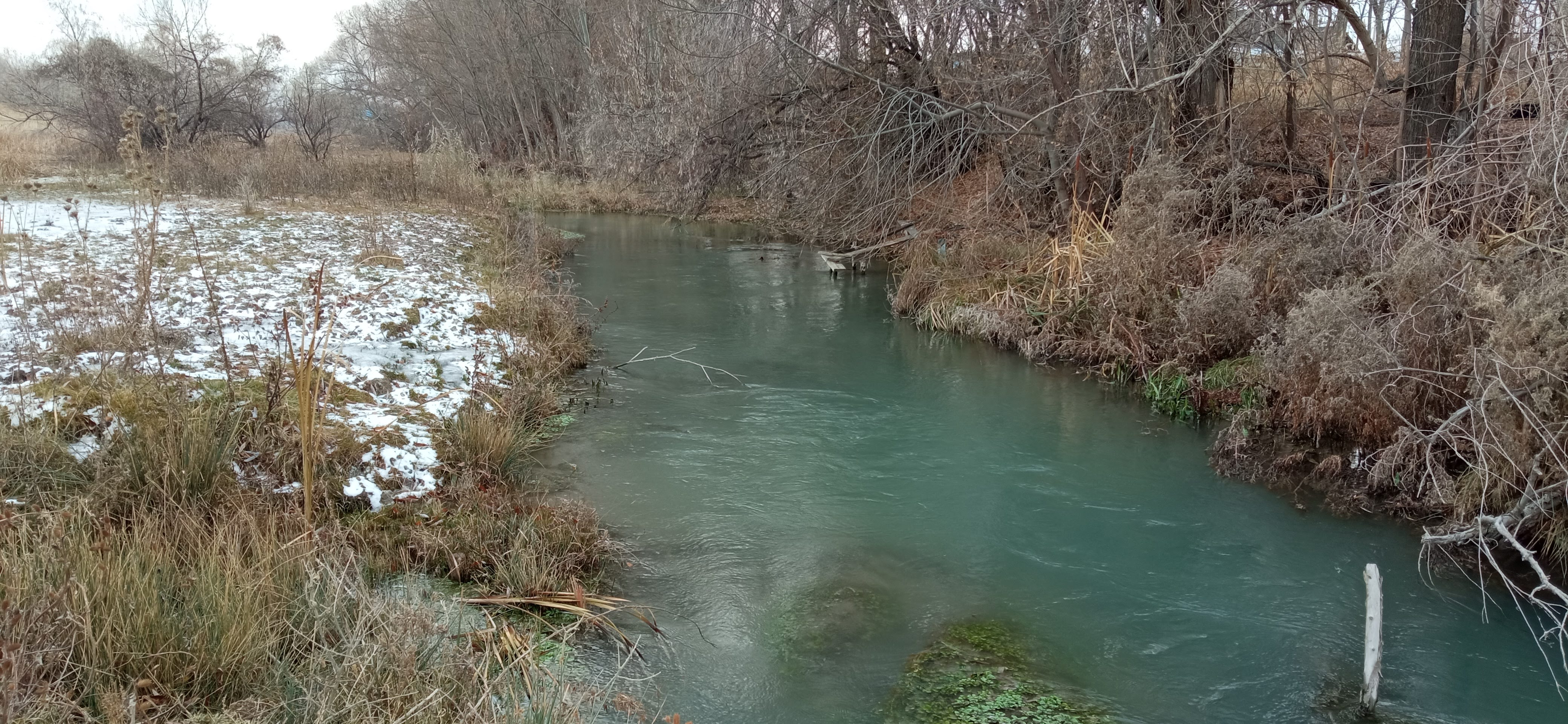
р.Лавар в селе Корам